# Baronía de Benasque
La baronía de Benasque es un título nobiliario español creado por el rey Alfonso XIII en favor de Francisco Sáenz de Tejada y Mancebo, presidente de la Real Sociedad de Amigos del País de Zaragoza, mediante real decreto del 7 de enero de 1909 y despacho expedido el 29 de marzo del mismo año, en atención al viejo señorío del siglo XII sobre la villa de dicho nombre.

## Barones de Benasque
|                           | Titular                               | Periodo                   |
| Creación por Alfonso XIII | Creación por Alfonso XIII             | Creación por Alfonso XIII |
| ------------------------- | ------------------------------------- | ------------------------- |
| I                         | Francisco Sáenz de Tejada y Mancebo   | 1909-1922                 |
| II                        | Francisco Sáenz de Tejada y Olózaga   | 1923-1966                 |
| III                       | Francisco Sáenz de Tejada y Zulueta   | 1968-2013                 |
| IV                        | Francisco Sáenz de Tejada y Picornell | 2015-hoy                  |

## Historia de los barones de Benasque
- Francisco Sáenz de Tejada y Mancebo (Calahorra, 16 de abril de 1866-San Sebastián, 1922), I barón de Benasque, senador del reino.[1]

Casó en Arnedo con María Blanca de Olózaga y Ruiz. El 6 de diciembre de 1923 le sucedió su hijo:
- Francisco Sáenz de Tejada y Olózaga (1895-1966), II barón de Benasque, marqués de Bonacorso, caballero del solar de Valdeosera, del Real Cuerpo Colegiado de la Nobleza de Madrid, de la Real Cofradía de Nuestra Señora del Portillo, de la Asociación de Hidalgos a Fuero de España y de la Orden de Malta, Gran Cruz del Mérito Naval, del Mérito Militar y de la Orden de Isabel la Católica, magistrado del Tribunal Supremo, diputado a Cortes y gobernador civil de varias provincias.[1]

Casó, en primeras nupcias, con Amalia de Zulueta y Echevarría, del brazo de damas del Real Cuerpo de la Nobleza de Madrid y de la Orden de Malta.
Casó, en segundas nupcias, con Teresa María Martínez del Peral y Fortón, del brazo de damas del Real Cuerpo de la Nobleza de Madrid, de la Real Cofradía de Nuestra Señora del Portillo y de la Orden de Malta.
El 12 de enero de 1968, tras solicitud cursada el 27 de mayo de 1967 (BOE del 24 de junio) y orden del 23 de octubre del mismo año para que se expida la correspondiente carta de sucesión (BOE del 4 de noviembre), le sucedió el hijo de su primer matrimonio:
- Francisco Sáenz de Tejada y Zulueta (Madrid, 12 de abril de 1931-Bilbao, 1 de noviembre de 2013), III barón de Benasque, caballero de la Orden de Malta y del Ilustre Capítulo de Nuestra Señora de María de Valavanera.[6][7]

Casó el 16 de mayo de 1960, en Madrid, con María Lourdes Picornell y Martí (1936-2008). El 14 de mayo de 2015, tras solicitud cursada el 12 enero de ese año (BOE del día 24) y orden del 16 de abril para que se expida la correspondiente carta de sucesión (BOE del 1 de mayo), le sucedió su hijo:
- Francisco Sáenz de Tejada y Picornell, IV barón de Benasque.[3]